# Анжеліка Морроне ді Сільвестрі
Анжеліка Морроне ді Сільвестрі (нар. 25 листопада 1965, Козенца, Італія) — домініканська лижниця італійського походження, що спеціалізується на лижних перегонах. Учасниця зимових Олімпійських ігор (2014). Дружина домініканського лижника та філантропа Гарі ді Сільвестрі.

## Життєпис
Анжеліка Морроне ді Сільвестрі народилася у місті Козенца. З дитинства каталася на лижах у італійських Альпах, а безпосередньо лижними перегонами почала займатися у 1999 році, однак це її захоплення так і залишилось на рівні хобі. Навчался у Римському університеті, у 1990 році вийшла заміж за американця Гарі ді Сільвестрі.
Домініканське громадянство Анжеліка та її чоловік отримали після семи років занять благодійністю на території країни та інших Карибських островів. Наприкінці 2012 року Міжнародний олімпійський комітет звернувся до олімпійського комітету Домініки із запитом на можливість участі домініканських атлетів у зимових Олімпійських іграх 2014 року. Національний комітет в свою чергу, знаючи про захоплення подружжя ді Сільвестрі лижними перегонами, запропонував їм представляти свою країну на головних зимових змаганнях чотириріччя. З ініціативи Гарі та Анжеліки було створено Домініканську федерацію лижного спорту задля того, аби спортсмени отримали можливість змагатися на міжнародних турнірах та отримати олімпійську ліцензію.
У січні 2014 року Анжеліка ді Сільвестрі скористалася своїм останнім шансом здобути право на виступ у Сочі, завдяки цьому вона стала першою спортсменкою, що мала б представляти Домініку на зимових Іграх та найстаршою спортсменкою за усю історію проведення «білої» Олімпіади. Дебют Анжеліки мав відбутися 13 лютого 2014 року на 10-кілометровій дистанції класичним стилем, однак спортсменка вирішила не стартувати на змаганнях вже після того, як було розподілено стартові номери.